# زغال‌سنگ هند

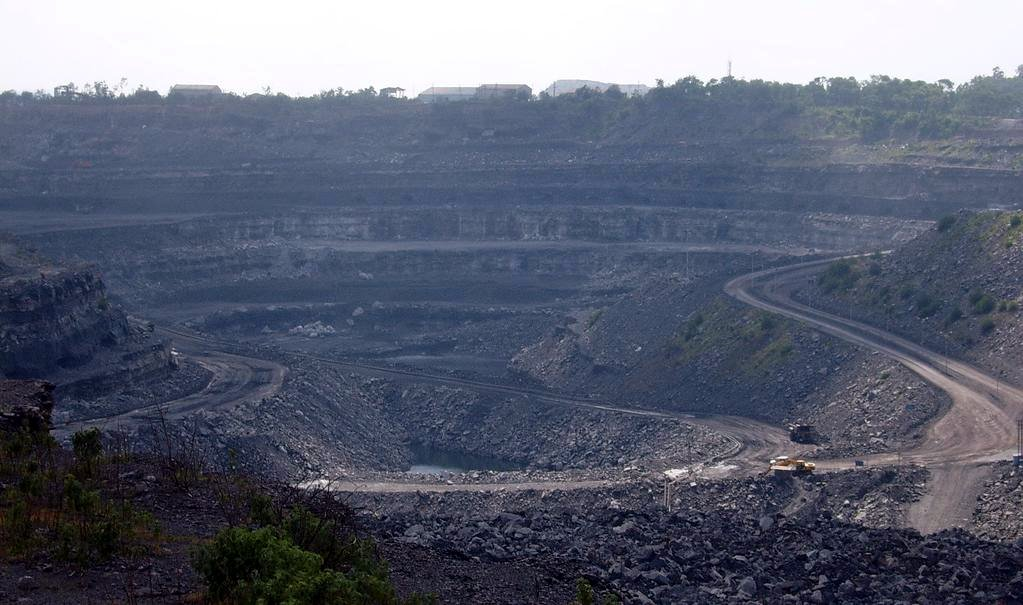
معدن زغال‌سنگ، مستقر در دان‌آباد، هند متعلق به شرکت زغال‌سنگ هند

زغال‌سنگ هند (به انگلیسی: Coal India) شرکت دولتی استخراج معدن زغال‌سنگ هندی است، که به‌عنوان بزرگ‌ترین تولیدکنندهٔ زغال‌سنگ در جهان شناخته می‌شود.
دفتر مرکزی این شرکت در شهر کلکته، هند قرار دارد. دولت هند مالک ۹۰ درصد از سهام شرکت زغال‌سنگ هند است، که از طریق وزارت معادن هند بر آن مدیریت می‌کند. ۱۰٪ درصد از سهام این شرکت نیز در بازار بورس اوراق بهادار بمبئی و بورس اوراق بهادار ملی هند معامله می‌شود.